# Karol Divín
Karol Emil „Karcsi” Divín, urodzony jako Karol Emil Finster (ur. 22 lutego 1936 w Budapeszcie, zm. 6 kwietnia 2022 w Brnie) – czesko-słowacko-węgierski łyżwiarz figurowy reprezentujący Czechosłowację, startujący w konkurencji solistów. Wicemistrz olimpijski z Squaw Valley (1960) i uczestnik igrzysk olimpijskich (1956, 1964), wicemistrz (1962) i brązowy medalista mistrzostw świata (1964), dwukrotny mistrz (1958, 1959) i dwukrotny wicemistrz Europy (1957, 1962), 11-krotny mistrz Czechosłowacji (1954–1964). Następnie trener łyżwiarstwa figurowego m.in. w Kanadzie i sędzia łyżwiarski.

## Życiorys
Jego matka była Czeszką, babka Słowaczką, zaś ojciec Anton Węgrem. Divín urodził się w Budapeszcie, ale dorastał w Bratysławie. Pierwotnie nosił nazwisko Finster, ale po II wojnie światowej i osiedleniu na Słowacji, jego rodzina przyjęła rodowe nazwisko babki, Divín.
Divín interesował się piłką nożną, ale pod wpływem ojca, trzykrotnego mistrza Węgier w łyżwiarstwie figurowym, zaczął uprawiać tę dyscyplinę. Jego ojciec został również jego pierwszym trenerem do 1959 roku, kiedy to trenerem Karola został Ivan Mauer.
Divín szybko zaczął odnosić sukcesy na arenie krajowej i międzynarodowej, po trzech brązach i srebrze na mistrzostwach Europy, zdobył dwa tytuły mistrzowskie w 1958 i 1959 roku. W trakcie przygotowań do igrzysk olimpijskich 1960 trenował potrójnego loopa (rittbergera). Trzy tygodnie przed igrzyskami, na treningu w Popradzie wykonał ten skok w obecności ekipy telewizyjnej i doznał kontuzji zerwania przyczepu mięśniowego w nodze. Doprowadziło to do wycofania Divína z mistrzostw Europy poprzedzających igrzyska. Divín walczył o prawo udziału na igrzyskach trenując w bólu i korzystając z maski tlenowej w przerwach pomiędzy treningami. Obiecał ludziom z federacji, że bez względu na zdrowie ukończy zawody. Pomimo kontuzji, na igrzyskach w Squaw Valley wyprzedził go jedynie Amerykanin David Jenkins. Ostatecznie Divín nie skoczył potrójnego loopa na igrzyskach.
Po zakończeniu kariery sportowej został trenerem łyżwiarstwa, najpierw w Finlandii, następnie w Kanadzie i czeskim Brnie. W 1986 roku ponownie wyjechał do Kanady. Wśród jego uczniów był Czech Michal Březina. Pracował również jako sędzia zawodów łyżwiarskich.
W 1965 roku zagrał rolę dyplomaty w czechosłowackim filmie Okropna żona.
W latach 60. XX w. poślubił czeską łyżwiarkę startującą w parach sportowych, Olgę Reinišovą. Mają syna Petera, który mieszka w Kanadzie. Jego drugą żoną została Mirka. Po przejściu na emeryturę zamieszkał z żoną w Brnie.
Został członkiem Galerii Sław Słowackiego Komitetu Olimpijskiego i Sportowego (SOŠV), otrzymał Srebrne Kręgi SOŠV (2000) i Złotą Odznakę SOŠV (2011). W 2015 roku otrzymał miano „Legendy Sportu Czech”.
Zmarł w wieku 86 lat po długiej chorobie.

## Osiągnięcia
| Zawody                     | 1954           | 1955           | 1956           | 1957           | 1958           | 1959           | 1960           | 1961           | 1962           | 1963           | 1964           |                |                |                |                |                |                |
| Międzynarodowe             | Międzynarodowe | Międzynarodowe | Międzynarodowe | Międzynarodowe | Międzynarodowe | Międzynarodowe | Międzynarodowe | Międzynarodowe | Międzynarodowe | Międzynarodowe | Międzynarodowe | Międzynarodowe | Międzynarodowe | Międzynarodowe | Międzynarodowe | Międzynarodowe | Międzynarodowe |
| -------------------------- | -------------- | -------------- | -------------- | -------------- | -------------- | -------------- | -------------- | -------------- | -------------- | -------------- | -------------- | -------------- | -------------- | -------------- | -------------- | -------------- | -------------- |
| Igrzyska olimpijskie       |                |                | 5              |                |                |                | 2              |                |                |                | 4              |                |                |                |                |                |                |
| Mistrzostwa świata         |                | 5              | 6              |                | 6              | 5              |                |                | 2              | 4              | 3              |                |                |                |                |                |                |
| Mistrzostwa Europy         | 3              | 3              | 3              | 2              | 1              | 1              | WD             |                | 2              |                | 3              |                |                |                |                |                |                |
| Krajowe                    |                |                |                |                |                |                |                |                |                |                |                |                |                |                |                |                |                |
| Mistrzostwa Czechosłowacji | 1              | 1              | 1              | 1              | 1              | 1              | 1              | 1              | 1              | 1              | 1              |                |                |                |                |                |                |